# Борц (блюдо)
Борц (монг. борц, бур. борсо) — сушёное мясо в монгольской кухне, нарезанное на длинные полоски, подвешенное и высушенное в тени. Кочевой образ жизни монголов и местные климатические условия привели к возникновению специфических методов сохранения мяса на долгий период. Наиболее распространенным из них является воздушная сушка или «борцлох».

## Приготовление
Для приготовления используется практически любое мясо. Чаще всего – говядина, баранина. Вид мяса варьируется в зависимости от региона. В Гоби употребляется мясо верблюдов, а на севере мясо северного оленя. Популярным вариантом также является конина. Считается, что такое мясо согревает людей больше, чем другие, что объясняется наличием особого жира желтоватого цвета.
Свежее мясо нарезают на длинные полоски толщиной 2-3 см и шириной 5-7 см. Полосы подвешивают на нитях под крышей юрты, где воздух может свободно циркулировать. Примерно через месяц мясо становится сухим, превратившись в маленькие, твердые палочки коричневого цвета. Этот метод консервации приводит к значительному сокращению объема и веса мяса. Высушенные борцы разбивают на мелкие кусочки или измельчают до грубого и волокнистого порошка, хранят в льняной сумке, которая позволяет продукту контактировать с воздухом. В сухом климате Монголии этот метод хранения сохраняет мясо в течение нескольких месяцев или даже лет. В настоящее время борцы также производятся в промышленных масштабах, и их можно купить килограммами в бумажных пакетах. Это очень удобно для горожан, у которых нет юрты для сушки мяса. Однако традиционалисты утверждают, что вкус таких борцев не может сравниться со вкусом домашних.
Борцы более питательны и, как говорят, вкуснее, чем другие современные полевые рационы. По поверьям, с давних времен монгольские багатуры использовали борцы во время многомесячных военных походов. Длительная сушка мяса в течение трёх лет, а затем измельчение его в мелкий порошок, дополнительно уменьшало объём и делало удобным для хранения и использования при кочёвке. Немного борца, приготовленного в виде супа, было способно накормить 3-4 человека.
Борцы, кроме супа, могут быть использованы для приготовления таких мясных блюд, как буузы, хушур, банш.